# Butești (gmina Mogoș)
Butești – wieś w Rumunii, w okręgu Alba, w gminie Mogoș. W 2011 roku liczyła 17 mieszkańców.